# Barbaros Gözütok
Barbaros Gözütok (ur. 4 sierpnia 1983 w Adapazarı) – turecki wioślarz.

## Osiągnięcia
- Mistrzostwa Europy – Ateny 2008 – czwórka bez sternika wagi lekkiej – 5. miejsce[1].
- Mistrzostwa Świata – Linz 2008 – czwórka podwójna wagi lekkiej – 5. miejsce[1].
- Mistrzostwa Świata – Poznań 2009 – ósemka wagi lekkiej – 7. miejsce[1].